# Banco Central de Manchukuo

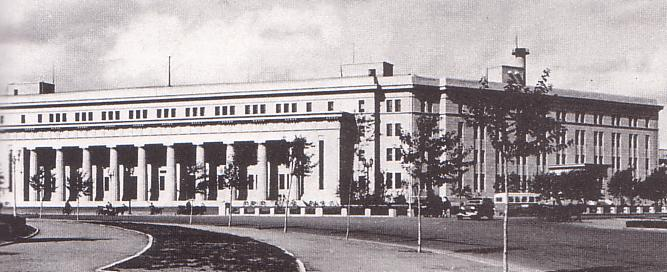
Sede principal del Banco central de Manchukuo en Hsinking, hacia 1939.

El Banco Central de Manchukuo (en chino tradicional, 滿洲中央銀行; en chino simplificado, 滿洲中央銀行; pinyin, Mǎnzhōu Zhōngyāng Yínháng; Wade-Giles, Man-chou Chung-yang Yin-hang; japonés Hepburn: Manshū Chūō Ginkō) fue el banco central del estado títere japonés de Manchukuo. Creado en 1932, mantuvo sus operaciones hasta la desaparición de Manchukuo en 1945.

## Historia
Tras la creación formal del estado de Manchukuo, a comienzos de 1932, se procedió al establecimiento de un banco central. A lo largo de aquella primavera a unir los bancos provinciales existentes en Manchuria —el Banco de las Tres provincias orientales, el Banco de Kirin, el Banco de Heilungkiang y el «Frontier Bank»— para obtener una capitalización de treinta millones de yuanes. El 11 de junio se aprobó una nueva ley sobre moneda de curso legal, y una semanas después se publicaron disposiciones sobre la conversión de las antiguas monedas en circulación. El 14 de junio de 1932 se inauguró oficialmente el Banco Central de Manchukuo.
Las autoridades de Manchukuo nombraron a japoneses para algunos de los principales puestos del Banco central.
El 1 de julio de 1932 entró en vigor la nueva moneda adoptada por el estado manchú, el Yuan de Manchukuo. Los funcionarios del banco central se encontraron con un grave problema: en 1932 había en circulación en Manchuria unos quince tipos de monedas distintas. Se puso en marcha una política de estandarización, y para junio de 1935 el 97% de la monedas anteriores a 1932 ya habían sido retiradas y sustituidas por la nueva moneda. Reflejo de la tutela económica japonesa fue el hecho de que en noviembre de 1935 el Banco Central estableciera el valor del Yuan de Manchukuo en paridad con el valor del Yen japonés. Además de la emisión de moneda, el Banco también realizaba préstamos: por ejemplo, en 1932 el Banco concedió préstamos por valor de 124 millones de yuanes, de los cuales 24 millones fueron a parar al gobierno nacional. Sin embargo, la situación cambió posteriormente. En 1937 concedió préstamos por valor de 213 millones de yuanes, de los cuales solo 37 millones —un 17%— fueron destinados al gobierno; para esa fecha la mayoría de créditos y préstamos a empresas y organismos no estatales. A través del Banco central el gobierno de Manchukuo también intervino en varios sectores de la economía del país —mediante inversiones estatales—, lo que le permitió poder controlar la economía nacional.
Al final de la de la Segunda Guerra Mundial, ante las dificultades económicas de Japón, el Banco Central de Manchukuo llegó a sufragar los gastos militares del Ejército de Kwantung —que guarnecía Manchuria—. En 1945 el Banco de Manchukuo llegó a aportar 2.600 millones de yuanes para los pagos del Ejército de Kwantung.
Al igual que el resto de organismos del gobierno de Manchukuo, el Banco Central desapareció al final de la Segunda Guerra Mundial.